# SnIco Edit
SnIco Edit es una aplicación informática gratuita para editar iconos (*.ico) creado por Bart Meijer, publicado en una licencia gratuita y sin garantía alguna. Es una herramienta, en varios aspectos, sencilla pero también es muy complicada para otros usuarios. El posible rival gratuito de este programa en Gimp, pero tiene otros rivales comerciales más poderosos. SnIco Edit tiene varias herramientas útiles, a la hora de editar y crear iconos semitransparentes y de color verdadero, pero es claramente seguro que hay otros programas comerciales que lo superan. El programa tiene varias ventajas respecto a otras programas gratuitos, como la extracción de iconos de las librerías (*.dll) y la inserción de iconos en las mismas. Además tiene una interfaz más sencilla que otros programas gratuitos, pero más compleja, comparado con otros comerciales. El programa es distribuido en varios idiomas, incluido el español. Entre algunas cosas básicas que puede hacer, están: Añadir sombra base a los iconos, empañarlos, agrupar varios iconos en un mismo archivo y la posibilidad de exportarlos al formato de imagen PNG (*.png).